# Cebuánská Wikipedie
Cebuánská Wikipedie (Sinugboanon Wikipedya) je jazyková verze Wikipedie v cebuánštině, jednom z jazyků na Filipínách. V srpnu 2024 obsahovala přes 6 116 000 článků a pracovalo pro ni 5 správců. Registrováno bylo více než 118 000 uživatelů, z nichž bylo asi 168 aktivních.
V počtu článků to byla druhá největší Wikipedie. Velká část obsahu jsou roboticky tvořené články o různých taxonech, obcích a podobně. Nejvíce takovýchto článků vytvořil bot švédského wikipedisty Sverkera Johanssona, který se nazývá Lsjbot.
V roce 2018 bylo zobrazeno celkem přes 9 056 000 dotazů. Denní průměr byl 24 811 a měsíční 754 676 dotazů. Nejvíce dotazů bylo zobrazeno v listopadu (1 109 533), nejméně v únoru (584 173).